# Federația de Fotbal din Kârgâzstan
Federația de Fotbal din Kîrgîzstan este forul ce guvernează fotbalul în Kîrgîzstan. Se ocupă de organizarea echipei naționale și a altor competiții de fotbal din stat cum ar fi Prima Ligă a Kârgâzstanului.

## Președinți
- Amangeldi Muraliev (1992-2008)
- Aibek Alybaev (2009–prezent)